# SN 2005ak
SN 2005ak – supernowa typu Ia odkryta 23 lutego 2005 roku w galaktyce A144032+0330. W momencie odkrycia miała maksymalną jasność 15,70m.